# Rəşad Sadıqov
Rəşad Fərhad Sadıqov (transkrypcja rosyjskiej pisowni: Raszad Sadygow; ur. 16 czerwca 1982 w Baku) – azerski były piłkarz grający na pozycji napastnika.

## Kariera
Sadıqov w reprezentacji swojego kraju zadebiutował 7 października 2001 roku w meczu ze Szwecją. Został uznany przez pismo "Champion" za najlepszego piłkarza w 2004 roku w Azerbejdżanie. Rəşad Sadıqov gra w lidze azerbejdżańskiej. Jest wychowankiem klubu FK Şərur, następnie grał w klubach HHG, Turan Tovuz, Neftçi Baku, Fulad Ahvaz (Iran). W 2004 roku wraz z zespołem Neftçi wygrał ligę i Puchar Azerbejdżanu. Dla kadry narodowej zagrał 67 razy i strzelił 4 gole. Ma 180 cm wzrostu i waży 75 kg.